# 33 квадратных метра — Война с соседями
«33 квадратных метра — Война с соседями» — компьютерная игра в жанре аркады, разработанная украинской студией Jam-Games и изданная «Новым Диском» в 2007 году. Создана по мотивам одноимённого телешоу, но, несмотря на это, она считается одним из клонов «Как достать соседа». Через год была переиздана под названием «О.С.П. Как достать квартиру» с добавлением незначительного дополнительного контента.

## Игровой процесс
Геймплей схож с играми «Как достать соседа», но отличается видом сверху и тем, что игрок берёт на себя роль каждого из главных героев шоу «33 квадратных метра» по очереди. Играющему надо внимательно следить за текущим по сюжету соседом: за тем, как он будет действовать и куда он пойдёт, — а также искать различные полезные предметы, чтобы потом устроить ему пакости и вывести его из себя в рамках шоу, в котором Звездуновы участвуют с точки зрения мира игры. Как и в «Как достать соседа 2: Адские каникулы» у каждого из главных героев есть по три жизни, и, если соседи обнаружат главных героев, они нападут на них, забьют и выкинут в какую-нибудь случайную комнату, после чего персонаж лишается одного очка здоровья. Если игрок допустит потери всех трёх жизней, то ему придётся начать сначала уровня. Сами уровни называются «эпизодами», их число составляет 12 в оригинальной игре и 15 в переиздании. В каждом из них игрок противостоит одному противнику, кроме одного, в котором врагов двое.

## Сюжет
Глава семейства Звездуновых протаранил чужой автомобиль, из-за чего ему пришлось отдать квартиру в качестве возмещения ущерба. Чтобы не стать бездомными, герою и его семье приходится участвовать в реалити-шоу «Война с соседями», где им необходимо пакостничать по отношению к жителям дома ради главного приза — квартиры.

## Разработка и выпуск
Игра поступила в продажу в странах СНГ 7 марта 2007 года.
19 июня 2008 года вышло переиздание под названием «О.С.П. Как достать квартиру». В нём были добавлены 3 дополнительных уровня и новые экраны загрузки.

## Оценки
| Сводный рейтинг       | Сводный рейтинг         |
| Агрегатор             | Оценка                  |
| --------------------- | ----------------------- |
| «Критиканство»        | 60/100 «О.С.П.»: 28/100 |
| Русскоязычные издания |                         |
| Издание               | Оценка                  |
| Absolute Games        | 70 % «О.С.П.»: 17 %     |
| Gameplay              | 3/5 «О.С.П.»: 0,5/5     |
| «Игромания»           | 5,5/10                  |
| «Игры Mail.ru»        | 5,5/10                  |
| «НИМ»                 | 5,8/10 «О.С.П.»: 3,5/10 |

| Системные требования         | Системные требования         | Системные требования         |
| ---------------------------- | ---------------------------- | ---------------------------- |
|                              | Рекомендации                 |                              |
| IBM-PC совместимый компьютер |                              |                              |
| ОС                           | Windows XP                   | Windows XP                   |
| ЦПУ                          | Pentium III или Athlon       | Pentium III или Athlon       |
| Объём ОЗУ                    | 256 МБ                       | 256 МБ                       |
| Место на диске               | 1 ГБ                         | 1 ГБ                         |
| Видеокарта                   | GeForce 4 Ti или Radeon 9500 | GeForce 4 Ti или Radeon 9500 |

Игра получила смешанные оценки. Георгий Курган из «Игромании» дал игре пять с половиной баллов из десяти. Марина Орлова с сайта AG.ru поставила игре 70 из 100 с пометкой «Сносно». В рецензии хвалили игру за полюбившихся актёров, соответствующих атмосфере игры.
Переиздание получило уже негативные отзывы. Марина Орлова с сайта AG.ru поставила игре 17 из 100 с пометкой «Кошмарно». Мария Народицкая в своей рецензии для StopGame.ru критикует в ней игру за малое количество внесённых изменений, а также за «скучный» игровой процесс, «однотипные задачи» и «убогий сюжет», но хвалит «Как достать квартиру» за стильную графику.